# イローナ・グーゼンバウアー
イローナ・グーゼンバウアー （Ilona Gusenbauer、1947年9月16日 ‐ ）は、オーストリアの陸上競技選手。1972年ミュンヘンオリンピックの銅メダリストである。

## 経歴
グーゼンバウアーは、1966年に初めて走高跳でオーストリアチャンピオンとなり、2年後には1968年メキシコシティーオリンピックに出場。1.76mで8位という結果を残す。
1971年にグーゼンバウアーは選手として絶頂期を迎えた。8月にはヨーロッパ選手権を制すと、9月には1.92mの世界新記録を樹立。ルーマニアのヨランダ・バラシュが持っていた1.91mの世界記録を実に10年ぶりに更新した。
グーゼンバウアーは、世界記録保持者として1972年のミュンヘンオリンピックに出場。優勝候補最右翼と見られていた。しかし、西ドイツの16歳の新鋭、ウルリケ・マイフェルトが1.92mの世界タイ記録で金メダル。グーゼンバウアーは銅メダルに終わった。

## 主な実績
| 年   | 大会                 | 場所                     | 種目   | 結果 | 記録  |
| ---- | -------------------- | ------------------------ | ------ | ---- | ----- |
| 1968 | オリンピック         | メキシコシティ(メキシコ) | 走高跳 | 8位  | 1.76m |
| 1969 | ヨーロッパ選手権     | アテネ(ギリシャ)         | 走高跳 | 7位  | 1.77m |
| 1970 | ヨーロッパ室内選手権 | ウィーン(オーストリア)   | 走高跳 | 1位  | 1.88m |
| 1970 | ユニバーシアード     | トリノ(イタリア)         | 走高跳 | 3位  | 1.83m |
| 1971 | ヨーロッパ選手権     | ヘルシンキ(フィンランド) | 走高跳 | 1位  | 1.87m |
| 1972 | オリンピック         | ミュンヘン(西ドイツ)     | 走高跳 | 3位  | 1.88m |